# Marcos de Aguilar
Marcos de Aguilar (n. Sevilla, ¿1461? f. Ciudad de México, 1 de marzo de 1527) fue un administrador colonial español que ejerció brevemente como gobernador de Nueva España entre el 16 de julio de 1526 y el 1 de marzo de 1527.

## Biografía
Nació en Sevilla, España, y realizó estudios jurídicos, alcanzando el título de licenciado. Se desempeñó en varios puestos judiciales su ciudad natal y luego se trasladó a América, ejerciendo como inquisidor en Santo Domingo, ciudad de la cual también ejerció el cargo de alcalde mayor.
En 1525 llegaron a la corte de Carlos I de España noticias de la posible muerte del conquistador Hernán Cortés a manos de los indígenas, así como de la rivalidad entre sus delegados y sucesores en el gobierno de Nueva España, Alonso de Estrada y Gonzalo de Salazar. El Rey ordenó un juicio de residencia para investigar a Cortés, determinar la verdadera situación en la colonia, y el estado del gobierno interino. De todos modos, Cortés no había muerto, sino que estaba haciendo una campaña en la actual Honduras, pero hacía tiempo que nada se sabía de su suerte en México. Para llevar a cabo el juicio de residencia, el Rey nombró a Luis Ponce de León, que también debería asumir el gobierno de Nueva España. En viaje hacia su destino —partió de Sanlúcar de Barrameda el 2 de febrero de 1526— Ponce de León debió detenerse en La Española, y cuando se embarcó viajaba acompañado por Marcos de Aguilar como su visitador, encargado específicamente de la investigación de los temas religiosos que pudieran surgir durante la residencia a Cortés o sus sucesores.
Ponce de León llegó a la Ciudad de México y se presentó ante el Ayuntamiento, ante el cual presentó un decreto real firmado en Toledo el 4 de noviembre de 1525, en el que además del mando político usual se le otorgaban facultades extraordinarias. Al asumir el gobierno dejó a todos los funcionarios del Ayuntamiento en sus puestos. Pero tenía ya 65 años de edad, y a su llegada a Veracruz había contraído una enfermedad que lo sumió en fiebre de forma permanente, lo cual le impidió ejercer el cargo. Murió el 20 de julio de 1526, apenas doce días después de asumido el mando.
Cuatro días antes de morir, designó como su sucesor al licenciado Aguilar, quien asumió el mando y nombró a Diego Hernández de Proaño alguacil en general, un cargo que le daba vos y voto en las deliberaciones del Ayuntamiento, en nombre del Rey. Inseguro en su posición, nombró a Gerónimo de Medina como su asociado en el gobierno de la colonia. El cabildo de la ciudad, compuesto por partidarios de Cortés, en un primer momento rechazó su autoridad. Sin embargo, Aguilar era un hombre de energía y capacidad, y pronto impuso su autoridad.
El mismo Hernán Cortés —capitán general de la Nueva España— se negó a reconocerlo como gobernador, y emitió varios decretos el 1 de diciembre, que causaron fricciones entre los dos. El 7 de enero siguiente, el gobernador nombró a Antonio Cordero alguacil de campo, un cargo que lo autorizaba a representar en el Ayuntamiento a los agricultores y ganaderos que residían fuera de la ciudad. Sintiéndose enfermo, nombró a su tesorero Alonso de Estrada como su sucesor.
Aguilar falleció en la Ciudad de México después de un breve gobierno de siete meses y medio. Hernán Cortés fue acusado de haber envenenado tanto a Ponce de León como a Aguilar.
| Predecesor: Luis Ponce de León | Gobernador Pre-Virreinal de Nueva España 1525-1526 | Sucesor: Alonso de Estrada |